# Slovenska Nogometna Liga 2010/11
Die Slovenska Nogometna Liga 2010/11, auch PrvaLiga Telekom nach dem Sponsor Telekom genannt, war die 20. Spielzeit der höchsten slowenischen Spielklasse im Männerfußball. Sie begann am 16. Juli 2010 und endete am 29. Mai 2011.
Rekordmeister NK Maribor gewann zum neunten Mal die Meisterschaft. Vorjahressieger FC Koper wurde Dritter und qualifizierte sich so für die Europa League.

## Vereine
| Verein                     | Stadt       | Stadion              | Kapazität |
| -------------------------- | ----------- | -------------------- | --------- |
| NK Celje                   | Celje       | Arena Petrol         | 13.006    |
| NK Domžale                 | Domžale     | Športni park Domžale | 02.813    |
| ND Gorica                  | Nova Gorica | Stadion Športni Park | 03.066    |
| FC Luka Koper              | Koper       | ŠRC Bonifika Stadion | 04.047    |
| NK Maribor                 | Maribor     | Ljudski vrt          | 12.994    |
| NK Nafta Lendava           | Lendava     | Športni park Lendava | 02.020    |
| NK Olimpija Ljubljana      | Ljubljana   | Stadion Stožice      | 16.038    |
| NK Primorje                | Ajdovščina  | Stadion Primorje     | 01.705    |
| NK Rudar Velenje           | Velenje     | Ob Jezeru Stadion    | 02.341    |
| NK Triglav Gorenjska Kranj | Kranj       | ŠC Stanko Mlakar     | 02.077    |

## Abschlusstabelle
| Pl. | Verein                         | Sp. | S  | U  | N  | Tore    | Diff. | Punkte |
| --- | ------------------------------ | --- | -- | -- | -- | ------- | ----- | ------ |
| 1.  | NK Maribor (P)                 | 36  | 21 | 12 | 3  | 065:250 | +40   | 75     |
| 2.  | NK Domžale                     | 36  | 20 | 7  | 9  | 057:350 | +22   | 67     |
| 3.  | FC Luka Koper (M)              | 36  | 17 | 9  | 10 | 057:430 | +14   | 60     |
| 4.  | NK Olimpija Ljubljana          | 36  | 15 | 10 | 11 | 059:430 | +16   | 55     |
| 5.  | ND Gorica                      | 36  | 13 | 9  | 14 | 042:530 | −11   | 48     |
| 6.  | NK Rudar Velenje               | 36  | 12 | 10 | 14 | 058:500 | +8    | 46     |
| 7.  | NK Triglav Gorenjska Kranj (N) | 36  | 10 | 9  | 17 | 038:590 | −21   | 39     |
| 8.  | NK Celje                       | 36  | 9  | 10 | 17 | 041:550 | −14   | 37     |
| 9.  | NK Nafta Lendava               | 36  | 10 | 7  | 19 | 047:670 | −20   | 37     |
| 10. | NK Primorje (N)                | 36  | 8  | 7  | 21 | 040:740 | −34   | 31     |

Platzierungskriterien: 1. Punkte – 2. Direkter Vergleich (Punkte, Tordifferenz, geschossene Tore) – 3. Tordifferenz – 4. geschossene Tore

| (M) | amtierender slowenischer Meister                          |
| (P) | amtierender slowenischer Pokalsieger                      |
| (N) | Aufsteiger aus der Druga Slovenska Nogometna Liga 2009/10 |

### Tabellenführer
| Farblegende                            |
| NK Maribor NK Domžale NK Nafta Lendava |
|                                        |

### Kreuztabelle
Die Kreuztabelle stellt die Ergebnisse aller Spiele dieser Saison dar. Die Heimmannschaft ist in der mittleren Spalte, die Gastmannschaft in der oberen Zeile aufgelistet.
| Hinrunde (Runden 1–18) | Hinrunde (Runden 1–18) | Hinrunde (Runden 1–18) | Hinrunde (Runden 1–18) | Hinrunde (Runden 1–18) | Hinrunde (Runden 1–18) | Hinrunde (Runden 1–18) | Hinrunde (Runden 1–18) | Hinrunde (Runden 1–18) | Hinrunde (Runden 1–18) | 2010/11                    | Rückrunde (Runden 19–36) | Rückrunde (Runden 19–36) | Rückrunde (Runden 19–36) | Rückrunde (Runden 19–36) | Rückrunde (Runden 19–36) | Rückrunde (Runden 19–36) | Rückrunde (Runden 19–36) | Rückrunde (Runden 19–36) | Rückrunde (Runden 19–36) | Rückrunde (Runden 19–36) |
| ---------------------- | ---------------------- | ---------------------- | ---------------------- | ---------------------- | ---------------------- | ---------------------- | ---------------------- | ---------------------- | ---------------------- | -------------------------- | ------------------------ | ------------------------ | ------------------------ | ------------------------ | ------------------------ | ------------------------ | ------------------------ | ------------------------ | ------------------------ | ------------------------ |
| NK Celje               | NK Domžale             | ND Gorica              | FC Koper               |                        | NK Nafta Lendava       | NK Olimpija Ljubljana  | NK Primorje            | NK Rudar Velenje       | ND Triglav Kranj       | Verein                     | NK Celje                 | NK Domžale               | ND Gorica                | FC Koper                 |                          | NK Nafta Lendava         | NK Olimpija Ljubljana    | NK Primorje              | NK Rudar Velenje         | ND Triglav Kranj         |
|                        | 0:1                    | 1:0                    | 2:1                    | 0:4                    | 2:4                    | 1:1                    | 3:0                    | 5:1                    | 1:1                    | NK Celje                   |                          | 0:0                      | 3:1                      | 0:3                      | 0:0                      | 3:0                      | 1:3                      | 2:3                      | 1:0                      | 2:0                      |
| 1:0                    |                        | 1:0                    | 2:0                    | 0:1                    | 1:1                    | 2:1                    | 4:1                    | 2:3                    | 3:0                    | NK Domžale                 | 2:0                      |                          | 2:0                      | 1:2                      | 2:2                      | 3:2                      | 3:0                      | 1:0                      | 2:0                      | 3:1                      |
| 3:3                    | 0:3                    |                        | 2:2                    | 0:2                    | 1:0                    | 2:2                    | 3:2                    | 1:1                    | 2:1                    | ND Gorica                  | 1:1                      | 2:1                      |                          | 0:0                      | 0:6                      | 1:0                      | 1:3                      | 4:1                      | 0:0                      | 1:0                      |
| 7:3                    | 2:0                    | 1:0                    |                        | 0:1                    | 0:3                    | 2:0                    | 4:1                    | 2:1                    | 1:1                    | FC Luka Koper              | 1:0                      | 3:1                      | 2:2                      |                          | 3:0                      | 4:1                      | 2:1                      | 2:1                      | 3:3                      | 0:1                      |
| 2:0                    | 1:1                    | 3:1                    | 2:0                    |                        | 3:1                    | 0:0                    | 1:1                    | 3:1                    | 5:0                    | NK Maribor                 | 2:0                      | 2:0                      | 1:2                      | 1:1                      |                          | 0:1                      | 2:2                      | 2:0                      | 2:1                      | 3:1                      |
| 2:2                    | 3:2                    | 3:0                    | 0:2                    | 0:2                    |                        | 2:3                    | 2:1                    | 3:3                    | 2:1                    | NK Nafta Lendava           | 0:0                      | 2:3                      | 1:4                      | 2:1                      | 1:1                      |                          | 1:2                      | 1:2                      | 1:2                      | 1:1                      |
| 1:0                    | 0:1                    | 0:0                    | 1:2                    | 0:1                    | 0:1                    |                        | 3:0                    | 1:3                    | 1:0                    | NK Olimpija Ljubljana      | 3:1                      | 0:0                      | 1:0                      | 4:0                      | 0:0                      | 2:0                      |                          | 5:0                      | 2:2                      | 1:3                      |
| 2:0                    | 0:0                    | 0:2                    | 3:1                    | 0:0                    | 4:2                    | 5:1                    |                        | 1:1                    | 0:3                    | NK Primorje                | 0:1                      | 0:0                      | 2:3                      | 1:1                      | 1:2                      | 1:4                      | 2:2                      |                          | 0:6                      | 1:0                      |
| 3:2                    | 0:1                    | 1:2                    | 2:1                    | 0:0                    | 0:0                    | 1:1                    | 3:1                    |                        | 5:0                    | NK Rudar Velenje           | 1:0                      | 3:1                      | 0:1                      | 0:1                      | 2:4                      | 4:0                      | 1:3                      | 0:1                      |                          | 0:0                      |
| 1:1                    | 1:3                    | 2:0                    | 0:0                    | 2:2                    | 2:0                    | 0:5                    | 3:2                    | 1:0                    |                        | NK Triglav Gorenjska Kranj | 0:0                      | 2:4                      | 1:0                      | 0:0                      | 1:2                      | 4:0                      | 1:4                      | 2:0                      | 1:4                      |                          |

## Relegation
An der Relegationsspiele wären zwischen dem Neuntplatzierte der ersten Liga sowie dem Zweitplatzierte aus der zweiten Liga stattgefunden. NK Aluminij lehnte einen Aufstieg jedoch ab, wodurch die Relegationsspiele obsolet wurden.

## Torschützen
| Pl. | Player            | Verein                         | Tore |
| --- | ----------------- | ------------------------------ | ---- |
| 1.  | Marcos Tavares    | NK Maribor                     | 16   |
| 2.  | Milan Osterc      | FC Luka Koper                  | 13   |
| 2.  | Damir Pekič       | NK Domžale                     | 13   |
| 4.  | Vedran Vinko      | NK Nafta Lendava               | 10   |
| 4.  | Vito Plut         | NK Maribor (3) / ND Gorica (7) | 10   |
| 4.  | Etien Velikonja   | ND Gorica (4) / NK Maribor (6) | 10   |
| 7.  | Dragan Čadikovski | NK Rudar Velenje               | 09   |
| 7.  | Dejan Burgar      | NK Triglav Gorenjska Kranj     | 09   |
| 9.  | Davor Škerjanc    | NK Olimpija Ljubljana          | 08   |
| 9.  | Robert Berić      | NK Maribor                     | 08   |
| 9.  | Adnan Bešić       | NK Olimpija Ljubljana          | 08   |
| 9.  | Elvis Bratanovič  | NK Rudar Velenje               | 08   |

## Zuschauer
| Platz | Verein                     | Gesamtzahl der Zuschauer | Heimspiele | Durchschnitt |
| ----- | -------------------------- | ------------------------ | ---------- | ------------ |
| 1     | NK Maribor                 | 64.600                   | 18         | 3.5890       |
| 2     | NK Olimpija Ljubljana      | 41.900                   | 18         | 2.3280       |
| 3     | NK Rudar Velenje           | 26.000                   | 18         | 1.4440       |
| 4     | NK Nafta Lendava           | 18.500                   | 18         | 1.0280       |
| 5     | FC Luka Koper              | 16.350                   | 18         | 908          |
| 6     | NK Celje                   | 12.700                   | 18         | 706          |
| 7     | NK Domžale                 | 12.350                   | 18         | 686          |
| 8     | ND Gorica                  | 09.080                   | 18         | 504          |
| 9     | NK Primorje                | 08.200                   | 18         | 456          |
| 10    | ND Triglav Gorenjska Kranj | 08.150                   | 18         | 453          |